# 風上麦酒製造
風上麦酒製造（かざかみばくしゅせいぞう）とは、神奈川県川崎市幸区でかつて営業していたビール醸造所である。

## 沿革
2016年7月に、川崎南税務署から発泡酒の酒類製造免許を受け、予備校で物理講師をしていた田上達史により設立される。田上により設計・製作された醸造設備により、「万人受けするビールは造らない」と宣言された、スパイスやハーブで強烈な香りと味をつけたビールが評判となり、全国に出荷する。
2017年10月17日に田上が交通事故に遭い、同11月30日にFacebookページにて閉鎖を発表。2018年1月にて販売終了。

## 定番銘柄
- 無意識の承認
- 慢性的賛歌
- 崇高な侵略者
- 月下の願い[6]